# Leucospermum bolusii

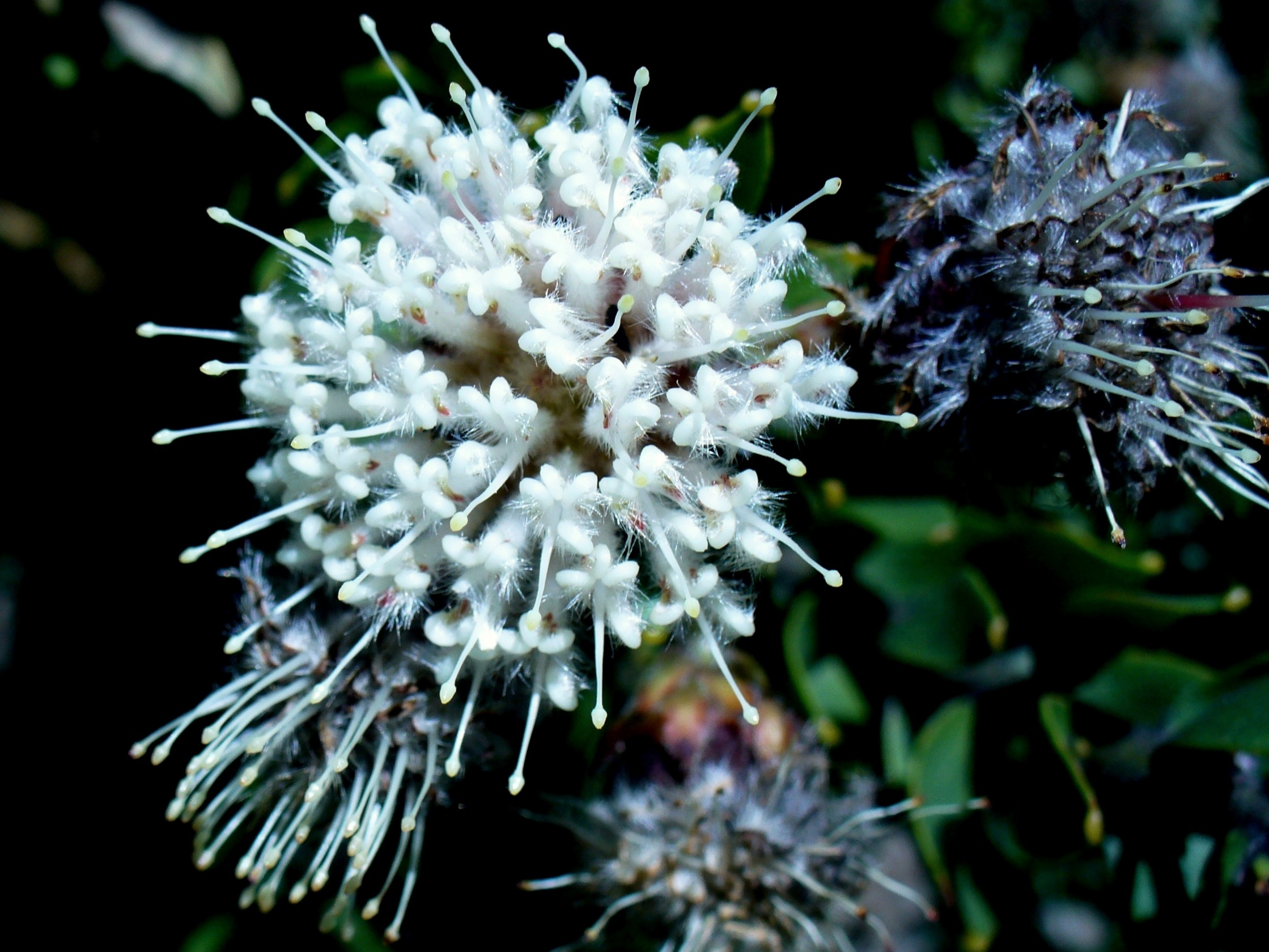

Leucospermum bolusii là một loài thực vật có hoa trong họ Quắn hoa. Loài này được E. Phillips miêu tả khoa học đầu tiên.